# Nico Renders
Nico Renders (né le 11 août 1974 à Heusden-Zolder,) est un coureur cycliste belge, principalement actif dans les années 1990.

## Biographie
En 1990, Nico Renders devient champion provincial du Limbourg chez les débutants (moins de 17 ans). Quatre ans plus tard, il se classe deuxième d'une étape du Tour de Pologne. Il remporte ensuite une étape du Tour de Liège ainsi qu'une épreuve régionale à Molenbeek-Wersbeek en 1995. 
Après y avoir été stagiaire, il passe professionnel en 1996 au sein de l'équipe Vlaanderen 2002-Eddy Merckx. Rapide au sprint, il s'impose sur deux étapes du Tour de Chine. Il obtient également diverses places d'honneur sur des kermesses belges et au Tour de l'Avenir. L'année suivante, il gagne le Grand Prix de la ville de Vilvorde. Il poursuit la compétition jusqu'en 1999, avant de mettre un terme à sa carrière, en raison d'une blessure à un genou. 

## Palmarès

### Palmarès amateur
- 1990
  - Champion du Limbourg sur route débutants
- 1991
  - 2e du championnat du Limbourg sur route juniors
  - 3e du championnat du Limbourg du contre-la-montre juniors
- 1995
  - 2e étape du Tour de Liège
  - 2e du championnat du Limbourg sur route
  - 2e de Bruxelles-Zepperen
  - 2e de Hasselt-Spa-Hasselt
  - 2e du Tour du Limbourg amateurs

### Palmarès professionnel
- 1996
  - 2e et 6e étapes du Tour de Chine
- 1997
  - Grand Prix de la ville de Vilvorde
- 1998
  - 3e du Grand Prix du Printemps